# Szenes Adolf
Szenes Adolf, született Schwarz Ábrahám (Homokbödöge, 1868. július 28. – Budapest, Józsefváros, 1948. december 24.) magyar matematikatanár és gyógypedagógus, polgári iskolai igazgató.

## Élete és munkássága
Schwarz Simon és Schreiber Mária fiaként született. Az 1880-as és az 1890-es években matematikát tanított polgári iskolákban (Nagyvárad, Resicabánya, Nagybecskerek), és Frim Jakab intézetében gyógypedagógiai feladatokat látott el. A tankötelezettség értelmi fogyatékos gyermekekre történő kiterjesztését és számukra a népiskolákban párhuzamos osztályok felállítását elsőként javasolta. Később a Polgári Iskolai Tanárképző gyakorlóiskolájában tanított, majd annak (Szegeden) igazgatója lett. A Gyakorló Polgári Iskola Könyvtárát és Az élet iskolája (1928) című köteteket szerkesztette. Halálát szívgyengeség okozta.
Felesége Wallerstein Margit (1876–1950) volt. Lánya Szenes Erzsébet (1900–1987).
Az Óbudai zsidó temetőben helyezték végső nyugalomra.

## Főbb munkáiból
- A hülyék és azok nevelése (különnyomat, Pécs, 1895)
- A polgári iskola a produktív pályákra nevelés szolgálatában (Budapest, 1912)
- A polgári iskola reformja és a tanárképzés (Budapest, 1933)